# Prescripția răspunderii penale
Prescripția răspunderii penale este o instituție juridică prin care răspunderea penală se stinge după trecerea unui anumit interval de timp stabilit prin lege de la comiterea unei infracțiuni. Scopul prescripției este de a asigura stabilitatea juridică și de a proteja inculpații împotriva urmăririlor penale tardive, după ce probele și martorii ar putea să nu mai fie disponibili sau să se deterioreze calitatea probelor.

### Reglementări în România
Conform Codului Penal românesc (Legea nr. 286/2009), termenele de prescripție variază în funcție de gravitatea pedepsei prevăzute de lege pentru infracțiunea comisă. Astfel, termenele de prescripție sunt:
- 15 ani pentru infracțiuni sancționate cu închisoarea pe viață sau cu pedepse mai mari de 20 de ani,
- 10 ani pentru infracțiuni cu pedepse între 10 și 20 de ani,
- 8 ani pentru infracțiuni cu pedepse între 5 și 10 ani,
- 5 ani pentru infracțiuni cu pedepse între 1 și 5 ani,
- 3 ani pentru infracțiuni cu pedepse de până la 1 an sau amendă.[2][3]

Totuși, pentru anumite infracțiuni deosebit de grave, prescripția nu înlătură răspunderea penală. Conform articolului 153 din Codul Penal, prescripția nu se aplică în cazul:
- Infracțiunilor de genocid, crime împotriva umanității și crime de război, indiferent de momentul în care au fost comise,
- Infracțiunilor de omor (art. 188) și omor calificat (art. 189),
- Infracțiunilor intenționate care au avut ca urmare moartea victimei.[4][5]

## Scopul prescripției
Termenele de prescripție sunt stabilite pentru a proteja inculpații și pentru a asigura că faptele penale sunt judecate într-un interval rezonabil de timp. Scopul principal al prescripției este triplu:
1. Asigurarea unei proceduri rapide și eficiente în justiție;
2. Protejarea inculpaților de lipsa probelor cauzată de trecerea timpului;
3. Evitarea prelungirii proceselor în detrimentul justiției și al stabilității sociale.[2]

## Prescripția în alte țări
Sisteme de drept civil, precum cele din Italia și Franța, reglementează de asemenea prescripția răspunderii penale. În Italia, de exemplu, durata termenului de prescripție variază și este un subiect sensibil, mai ales în cazurile de corupție și alte infracțiuni grave, unde legislația permite anularea urmăririi penale dacă termenul este depășit.

### Istoric
În Grecia Antică, prescripția era deja reglementată în dreptul atenian. Potrivit istoricului și oratorului Demostene, termenele de prescripție de 5 ani erau utilizate pentru majoritatea infracțiunilor, cu excepția omuciderii și a contestării legilor neconstituționale, care nu aveau limită de timp.